# دارنيل دنكنز
دارنيل دنكنز (بالإنجليزية: Darnell Dinkins)‏ هو لاعب كرة قدم أمريكية أمريكي، ولد في 20 يناير 1977 في بيتسبرغ في الولايات المتحدة.

## وصلات خارجية
- دارنيل دنكنز على موقع مرجع كرة القدم المحترفة.كوم (الإنجليزية)